# Abbotts Lake
Abbotts Lake är en sjö i Australien. Den ligger i delstaten Western Australia, omkring 98 kilometer nordost om delstatshuvudstaden Perth. 
Trakten runt Abbotts Lake består till största delen av jordbruksmark. Trakten runt Abbotts Lake är nära nog obefolkad, med mindre än två invånare per kvadratkilometer. Genomsnittlig årsnederbörd är 542 millimeter. Den regnigaste månaden är september, med i genomsnitt 85 mm nederbörd, och den torraste är december, med 13 mm nederbörd.